# استیو اسمیت (بابای آمریکایی!)
استیون آنیتا «استیو» اسمیت (زاده ۱۳ مه ۱۹۹۲) یک شخصیت خیالی در مجموعه تلویزیونی انیمیشن بابای آمریکایی است! با صداپیشگی اسکات گرایمز. او پسر ۱۴ ساله استن و فرانسین اسمیت و برادر کوچکتر هیلی و همچنین کوچکترین از شش شخصیت اصلی سریال است.
استیو فقط ۳ دوست گیکی انسانی دارد که بدون توجه به سناریوی دیوانه‌واری که در جریان است همیشه در کنار او می‌ایستند. با این حال، او قوی‌ترین دوستی را با بیگانه خانوادگی راجر دارد، زیرا آنها اغلب با هم به ماجراجویی‌های دیوانه وار می‌روند.
طراحی اولیه استیو بسیار جذاب تر و مبهم بود و صداپیشگی او توسط ریکی بلیت انجام شد. در نیمه راه تولید، گرایمز جایگزین بلیت شد و طراحی استیو به گونه ای ساخته شد که جذاب تر باشد، بنابراین او کمتر با نیل گلدمن از فمیلی گای قابل مقایسه خواهد بود.

## شخصیت
استیو اسمیت فرزند خانواده، پسر دبیرستانی استن و فرانسین است. استیو حدود ۴۰کیلو وزن دارد و ایستادن در حدود ۱۴۰ سانتی‌متر حتی برای سن او واقعاً کوتاه است. او در دبیرستان پرل بیلی تحصیل می‌کند. استیو به عنوان یک خوره مشتاق، جاه‌طلب و حیله‌گر به تصویر کشیده می‌شود. استیو در ابتدای برنامه ۱۳ ساله بود و اکنون ۱۴ ساله است (از نظر فنی باید ۲۹ سال باشد) که سال تولد استیو را در حدود ۱۹۹۲ قرار می‌دهد، همان‌طور که سریال برای اولین بار در سال ۲۰۰۵ پخش شد. در سریال، او به همان اندازه که در قسمت آزمایشی پخش نشده سریال بود، نشان داده نمی‌شود که ظاهر، صدا و شیوهٔ او تا حد زیادی با آنچه که در نهایت تبدیل می‌شد، در تضاد بود. در قسمت آزمایشی، استیو، بداخلاق تر و صداپیشگی ریکی بلیت (در مقابل اسکات گرایمز) بود. در سریال، او به عنوان شخصیتی نرم، احساسی، زیبا و دوست داشتنی مورد تأکید قرار گرفته‌است. استیو به عنوان بخشی از شخصیت عاطفی و حساس او با ناله ای جیغ آمیز ترکیب می‌شود. استیو علیرغم ویژگی‌های احمقانه و خنده‌دارش، به‌ویژه متکبر و نفرت‌انگیز است. او اغلب یک نمایش دهنده است، همیشه آماده اجرای یک اجرا و نشان دادن «استعداد» خود است، معمولاً آواز می‌خواند و می‌رقصد. استیو معمولاً با دوستان به همان اندازه بد او را همراهی: " اسنات "، نزدیک‌ترین دوست استیو کسی که با او سهام یک برومنس، حتی دو بار یکدیگر را بوسیده‌اند (در قسمت "License to Till")؛ توشی که یک آمریکایی آسیایی است و فقط ژاپنی صحبت می‌کند. و بری، که به طور مرضی چاق با کیفیت صدایی نامفهوم، تند، و درهم است. استیو علاقه شدید و در عین حال سطحی و شهوانی به جنس مخالف دارد، اگرچه او یک دوست دختر چاق به نام دبی داشته‌است که استن با آن مخالفت کرده‌است. رابطه استیو با پدرش تیره شده‌است و استن اغلب به دلیل عصبانیت، ناپختگی و حساسیت استیو اورا قضاوت‌می‌کند و غیرقابل تحمل رفتار می‌کند.
استیو به عنوان یک گیک کلیشه ای به تصویر کشیده می‌شود. او کمی مطرود اجتماعی است، عینک ضخیم به چشم می‌زند و علاقه شدید آکادمیک به علم، به‌ویژه شیمی دارد. ویژگی‌های معمولی‌تر استیو شامل علاقه‌های او به فیلم‌های سیاه چال و اژدهایان، هری پاتر و جنگ ستارگان است. مانند بسیاری از دانش آموزان نامحبوب، استیو اغلب به صورت فیزیکی و شفاهی توسط قلدرهای حلقه اجتماعی محبوب تر مورد آزار و اذیت قرار می‌گیرد. پدر استیو، استن، اغلب از استیو ناامید است، زیرا ترجیح می‌دهد استیو در فعالیت‌هایی شرکت کند که موقعیت اجتماعی او را بهبود بخشد، مانند ورزش، تضادی که برای اولین بار در قسمت فصل اول " همه چیز دربارهٔ استیو " مورد بررسی قرار گرفت. استن گاهی اوقات سعی می‌کند استیو را تغییر دهد، معمولاً ناموفق، مانند زمانی که یک بار به استیو یک تقویت کننده عملکرد آزمایشی داد. این استروئید باعث شد استیو سینه‌های زنانه رشد کند اما از قضا او را در مدرسه محبوب تر کرد. استیو به پدرش به عنوان یک الگو نگاه می‌کند، اما ساده لوحی او اغلب باعث می‌شود که به ظاهر کورکورانه از توصیه‌ها یا اعتقادات پدرش پیروی کند. این باعث شد که او یک بار آشکارا هوموفوبیا را نشان دهد. بار دیگر استیو در ارائه‌ای دربارهٔ فسیل‌ها با استفاده از اطلاعاتی که از استن به دست آورده بود، نمره مردودی دریافت کرد، زیرا فکر می‌کرد پدرش باهوش است، علی‌رغم تلاش‌های راجر برای متقاعد کردن او
مادر استیو، فرانسین، اهمیتی نمی‌دهد که استیو یک گیک است، و بیشتر از او محافظت می‌کند و او را به‌عنوان «کودک» خود می‌بیند، وضعیتی که زمانی سعی کرد با استفاده از یک داروی خاص، او را از رسیدن به بلوغ طولانی‌تر کند. .
استیو علایق زیادی با خواهرش، هیلی ندارد، که اغلب او را به دلیل زرنگی ضعیف، نگرش شومن و شیء انگاری کلی نسبت به زنان سرزنش می‌کند. به نوبه خود، استیو نیز به دلیل ذات معقول هیلی که هیلی به خوبی از آن استقبال نمی‌کند، از تمسخر هیلی برای تفریح لذت می‌برد. اما این دو گهگاه در طرح‌هایی با یکدیگر همکاری می‌کردند، مانند زمانی که آنها سعی کردند یک زوج جوان را از هم جدا کنند تا هیلی بتواند آن پسر و استیو دختر را بگیرد، که در نهایت نتیجه معکوس را برای هر دوی زوج مجروح شد. آنها همچنین سعی کرده‌اند به هر دوی والدین خود درس‌های فردی بیاموزند، مانند زمانی که به فرانسین می‌آموزند نژادپرست نباشد، اما یادمی‌گیرند که او واقعاً نسبت به افراد چپ دست تعصب داشت، یا زمانی که آنها از استن انتقام گرفتند. تبدیل یک سرپناه بی خانمان به یک کسب و کار بدجنسی.
راجر و استیو دوستی نزدیکی مانند خواهر و برادر دارند، زیرا آنها اغلب با هم بازی‌های ویدیویی انجام می‌دهند، از یکدیگر مشاوره می‌گیرند و با هم طرح‌هایی را ارائه می‌دهند. داستان‌های فرعی چندین اپیزود حول محور آن‌ها حل می‌شود، به ویژه قسمت‌های Wheels و Legman. به عنوان مثال، او یک بار قصد داشت یک ویدیو از نوع Girls Gone Wild بسازد و آن را به بازار عرضه کند تا بتواند برای خرید یک کنسول بازی ویدئویی پول بدست آورند. در داستانی دیگر، استیو و راجر برای به دست آوردن ثروت به شهر نیویورک فرار کردند، در حالی که بقیه اعضای خانواده فکر می‌کردند که بر اثر رعد و برق خانه درختی خانواده را به آتش کشیده‌اند. این دو رابطه عشق و نفرت دارند، که در آن دائماً با یکدیگر دعوا می‌کنند و به یکدیگر توهین می‌کنند، بیشتر به دلیل تمایل استیو به افزایش نفس خود، همراه با ماهیت راجر که به راحتی تحریک می‌شود و انتقام جویانه، اغلب راجر را به آزار فیزیکی یا شوخی می‌کشاند. گاهی اوقات، استیو هم تلافی می‌کند، مانند زمانی که از راجر ۵۰٬۰۰۰ دلار کلاهبرداری کرد. استیو همچنین از تمسخر کردن راجر گهگاهی لذت می‌برد و در حالی که راجر نسبت به هیلی در این مورد قابل تحمل‌تر است، اما به نظر می‌رسد که به راحتی توسط استیو اذیت می‌شود. با این حال، استیو و راجر چندین بار نسبت به یکدیگر محبت برادرانه نشان داده‌اند، به طوری که استیو حتی یک بار برای نجات راجر از یک رابطه سوءاستفاده‌کننده مداخله کرد. در همان قسمت مشخص شد که راجر هدیه تولد ۵ سالگی استیو بوده‌است.
کلاوس و استیو برخلاف سایر اعضای خانواده، به‌طور مداوم با هم خوب کنار می‌آیند. به استثنای راجر، کلاوس بیشترین حضور بازیگران اصلی را در داستان‌های مربوط به استیو و دوستانش دارد، در هنگام کشتی برای آنها گوینده بازی می‌کند، به اسنات کمک می‌کند تا یک زیرزمین را بسازد، و داستان‌های آلمانی برای استیو و اسنات تعریف می‌کند. مانند راجر، او اغلب از رفتارهای زنانه استیو انتقاد می‌کند و در یک نقطه از او می‌پرسد که آیا به واژن حساسیت دارد؟.
استیو که دانشجوی سال اول دبیرستان پرل بیلی است، یک نوازنده بسیار توانا است که ویولن سل را برای تحت تأثیر قرار دادن دختری یادگرفته است. اما در قسمت بعدی، استیو می‌گوید که از نه سالگی ویولن سل می‌نوازد. استیو همچنین گیتار می‌نوازد و می‌خواند، که به عنوان بخشی از یک گروه در قسمت " کارخانه رویای آمریکایی " انجام داد. در واقع، هر دو آهنگی که گروه استیو تمرین می‌کند ("Livin' on the Run" و " Sunset Blvd ")، در اصل توسط اسکات گریمز، که صداپیشه استیو است، ضبط شده‌است. از دیگر استعدادهای استیو می‌توان به خواندن زبان الفی، استفاده از کد مورس و برقراری ارتباط با دلفین‌ها اشاره کرد. استیو همچنین با کمک راجر استاد ماهر تغییر ظاهر است. و گهگاه به استفاده از کلاه گیس‌های راجر، ماسک‌های مصنوعی و پوشیدن لباس‌های دیگران برای فرار از موقعیت‌های دشوار بدون توجه متکی بوده‌است.
در حالی که از نظر آکادمیک مهارت دارد، استیو نیز کاملاً ساده لوح است و از نظر اجتماعی دانا نیست. به عنوان مثال، او در مورد بورس نیویورک بیشتر از فحشا می‌داند. در نتیجه، گاهی اوقات می‌توان او را فریب داد تا دروغ‌های غیرقابل قبولی را باور کند. راجر معمولاً از این استفاده می‌کند، مخصوصاً زمانی که از استیو ناراحت است یا زمانی که به سادگی حوصله اش سر رفته‌است. یک بار راجر به استیو گفت که او واقعاً فرزند بیولوژیکی استن و فرانسین نیست. بار دیگر راجر استیو را فریب داد تا باور کند او یک جادوگر نوجوان است و او را به خانه یک فروشنده مواد مخدر برد و به او گفت که مدرسه مخفیانه یک جادوگر است و آزمایشگاه مواد مخدر در کلاس معجون‌ها.
اگرچه استیو معمولاً یکنواخت و نسبتاً متحمل است، هنگامی که به‌طور قابل توجهی ناراحت است گریه می‌کند، اما او همچنین دارای انفجارهای غیرقابل کنترلی از عصبانیت است که در طی آن اشیاء نزدیکش را می‌شکند و با صدای بلند فریاد می‌زند. اگر به اندازه کافی فشار بر او وارد شود، استیو به مردم نیز ضربه می‌زند یا به آنها حمله می‌کند، مانند زمانی که بورگارد لافونتن را به دلیل توهین به پدرش مورد ضرب و شتم قرار داد، حتی اگر او معمولاً تهاجمی یا مبارزی ماهر نیست، زیرا حتی قادر به مشت زدن در این فیلم نبود. برای مثال قلدری برای استیو ". او همچنین از وسایل دوران کودکی استفاده می‌کند که نوجوانان معمولاً برای آن‌ها بزرگ شده‌اند، مانند خرس عروسکی که در «Live and Let Fry» گفته می‌شود با او بخوابد، و حوله Care Bears که در «Camp Refoogee» استفاده می‌کند. در اپیزود استن و فرانسین و کانی و تد، او دو بار یک نوع خشم شدید را نشان می‌دهد که به آن «going bananas» گفته می‌شود، جایی که صورتش قرمز می‌شود، جیغ می‌کشد، به اطراف می‌پرد، اشیا را می‌شکند و حتی به کسانی که نزدیکش باشد حمله می‌کند.
همچنین نشان داده شده‌است که استیو گهگاه با سوء مصرف مواد و اعتیاد به قدرت دست و پنجه نرم می‌کند. استیو در «آخرالزمانی برای یادآوری» ادعا می‌کند که به «توت‌های توهم‌زا» وابسته است، که در نهایت به سمی تبدیل می‌شود. در قسمت بعدی، استیو به نوشیدنی انرژی‌زای کوگار بوست اعتیاد پیدا می‌کند و در مقطعی به فریب دوستانش با بلیط‌های جعلی می‌پردازد تا پول بیشتری برای تهیه نوشیدنی به دست آورد. در اپیزود Virtual In-Stanity، فرانسین استن را به خاطر برداشتن یک خرگوش مواد مخدر به عنوان هدیه لحظه آخری مورد تمسخر قرار می‌دهد، در این فرایند به استن یادآوری می‌کند که آنها به سختی هروئین را از آخرین هدیه قبلی استن دریافت کردند. استیو در هر دو قسمت آزمایشی و You Debt Your Life، اعتیاد به قدرت را نشان می‌دهد. در مورد اول با تصاحب مدرسه پس از رد شدن توسط دختری که او سعی در تحت تأثیر قرار دادن او داشت در مورد دوم به دلیل وسواس او در انتشار اطلاعیه‌های صبح و تصمیم‌گیری در مورد آنچه ارزش پخش در دبیرستان دارد. علاوه بر این، همان‌طور که در قسمت " Jenny Fromdabloc " نشان داده شده‌است، مشخص می‌شود که در میان چهار دوستش استیو رهبر گروهی است که به دوران دبستان می‌رسد، و راجر را وادار می‌کند تا استیو را "پادشاه نردهاً خطاب کند. . در اغلب موارد، زمانی که نقش او به عنوان رهبر گروه مورد تهدید قرار می‌گیرد، انگیزه استیو برای حفظ این موقعیت قدرت منجر به رفتارهای نامنظم مانند تحقیر دوستانش با اطلاعات شخصی یا سازشکارانه یا تهدید به خشونت فیزیکی علیه خود یا دیگران می‌شود. تقریباً در هر موردی خارج از دایره نزدیک دوستانش، موقعیت قدرت یا اقتدار استیو از او سلب می‌شود یا از او حذف می‌شود، یا در موارد نادر، مانند آنچه در «I am the Walrus» با او باقی می‌ماند.
در قسمت "طوفان!" هنگامی که فرانسین چندین مجله را در اتاق خواب استیو پیدا کرد، به نظر می‌رسید که استیو ممکن است برای آسیایی‌ها و زنان باردار، چه به صورت جداگانه یا حتی هر دو، فتیش داشته باشد. "Stanny Slickers II: The Legend of Ollie's Gold" و "Stan Time" همچنین به این نکته اشاره دارند که استیو یک فتیش برای زنان روباتیک دارد (در قسمتی، او سعی کرد از یک جاروبرقی قدیمی یک ربات زن بسازد در قسمت بعدی، یکی از ایده‌های فیلم پورنو استیو، دو زن را به تصویر می‌کشد که در حال بازی کردن و تبدیل شدن به روبات در جکوزی هستند. استیو دنبال زنان زیادی بوده اما گفته می‌شود که در آینده در قسمت «Roger Passes the Bar» به «سوپر همجنس‌گرا» تبدیل خواهد شد. استیو از قدم زدن هر یکشنبه لذت می‌برد. او آنها را "یکشنبه عنی" خود می‌نامد.

## دوستان

استیو (سمت چپ)، بدون عینک، پس از اینکه بری (در مرکز) آنها را برای تکمیل لباس جونا هیل خود برد، در قسمت هالووین ۲۰۱۰، " بهترین خانه ترسناک کوچک در لنگلی فالز " نشان داده شد. در سمت راست اسنات، یکی دیگر از دوستان استیو قرار دارد.

به غیر از راجر، استیو یک گروه کوچک از دوستان مدرسه دارد که مرتباً با آنها وقت می‌گذراند. پسرها اغلب در فعالیت‌هایی شرکت می‌کنند که بیشتر پسران نوجوان برای آن بزرگ شده‌اند، مانند مهمانی‌های خواب شبانه. گروه شامل:
- اسنات، نوجوانی با موهای مجعد، سبیل‌های پرپشت و آکنه، بهترین دوست استیو است. نام و ظاهر او بر اساس Booger از فیلم انتقام خوره‌ها است. با بازی کورتیس آرمسترانگ هر دو شخصیت. اسنات که یهودی است، زمانی با گرچن، دوست دختر آن زمان استیو، رابطه نامشروع داشت.[۳۱] در قسمت «Roger Passes The Bar» گفته می‌شود که اسنات به ارتش پیوسته و همجنس‌گرا شده‌است و با افسر فرمانده خود، ستوان رندال سانتانا ازدواج کرده‌است.
- بری، پسری به طرز مرضی چاق و ظاهراً ساده‌اندیش، کیفیت آوازی نامفهوم، تند و درهم‌تنیده دارد. در اپیزود "With Friends Like Steve's" مشخص شد که او یک نابغه دیوانه و اهریمنی است که برای جلوگیری از این تمایلات شیطانی و ایجاد عقب ماندگی ذهنی از "ویتامین‌های" ویژه ساخته شده‌است. بدون مصرف قرص، با لهجه انگلیسی هم صحبت می‌کند. در «Roger Passes the Bar» اشاره می‌شود که او بزرگ می‌شود تا به یک شاعر همجنس‌گرا تبدیل شود که در کالج ایتاکا کار می‌کند و با دانش‌آموزان پسرش قرار می‌گیرد.[۳۲]
- توشی، یک نوجوان ژاپنی چند زبانه. اگرچه به نظر می‌رسد انگلیسی را می‌فهمد، اما هنوز آن را صحبت نکرده‌است، به استثنای "Finances with Wolves" که در آن فریاد می‌زند "گرگینه!" در هماهنگی با اسنات و بری و "Francine's Flashback" که در آن فریاد می‌زند "گودزیلا!". هنگامی که او ژاپنی صحبت می‌کند (به‌طور کلی با لحنی بسیار تحقیر آمیز)، استیو معتقد است که می‌تواند او را درک کند، اگرچه واقعاً اینطور نیست. در قسمت نهم «فیلم مستقل» به ژاپنی می‌گوید «بدون من ادامه بده»، سپس به انگلیسی کامل می‌گوید «لطفاً برو». توشی روسی صحبت می‌کند[۳۳] و هنگام صحبت تلفنی با فرانسین اسپانیایی صحبت می‌کند (اگرچه ممکن است فرانسین ناآگاهانه فکر کند ژاپنی توشی اسپانیایی است).[۱۲] اگرچه آنها با هم دوست هستند، اما بزرگترین آرزوی توشی این است که روزی استیو را بکشد.[۳۴] والدین توشی به‌طور کامل انگلیسی صحبت می‌کنند،[۳۵] و همچنین خواهر کوچکترش، آکیکو، که به عنوان مترجم توشی در قسمت‌هایی مانند "Weiner of Our Discontent" و "The Best Little Horror House in Langley Falls" عمل می‌کند. توشی ظاهراً می‌داند که راجر اسمیت یک بیگانه است زیرا زمانی او را در قسمت "آن بیگانه در کلاه گیس" نامیده بود. در قسمت" Roger Passes The Bar " اشاره می‌شود که او به کیوتو، ژاپن نقل مکان کرده‌است تا به یک رقصنده عجیب و غریب تبدیل شود.